# Ashley Clarke

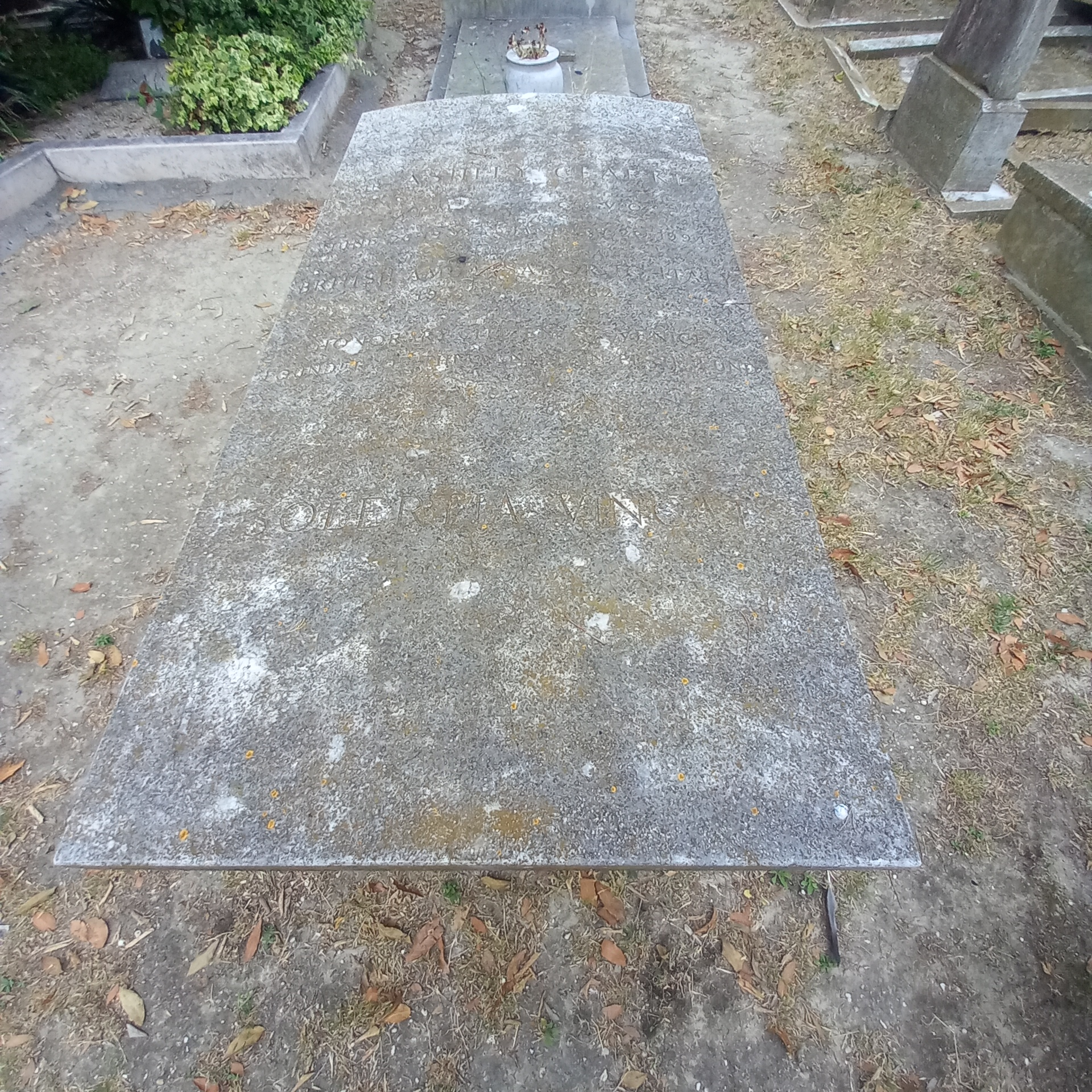
La tomba di Ashley Clarke nell Cimitero di San Michele (Venezia)

Sir Henry Ashley Clarke (Stourbridge, 26 giugno 1903 – 20 gennaio 1994) è stato un diplomatico inglese.

## Biografia
Studiò presso il Repton School e il Pembroke College (Cambridge). Si unì al Servizio Diplomatico nel 1925. Ha servito a Budapest, Varsavia, Costantinopoli, Ginevra e Tokyo. È stato ministro a Lisbona (1944–1946) e a Parigi (1946–1949) sotto gli ambasciatori Duff Cooper e Sir Oliver Harvey. Dal 1949 al 1953 fu assistente sottosegretario e poi vice sottosegretario. Era presente al funerale di Giorgio VI a Windsor, nel febbraio 1952. Nel 1953 venne nominato ambasciatore in Italia, dove rimase per nove anni, un periodo insolitamente lungo.
Clarke si ritirò dal servizio diplomatico nel 1962 e si dedicò a numerose attività culturali ed artistiche. È stato presidente della British–Italian Society e del Royal Academy of Dancing, un governatore della BBC e del British Library Sound Archive. Nel 1971 fondò il Venice in Peril Fund, di cui Clarke era stato vicepresidente (1970–1983) e presidente (1983–1994). È stato segretario generale di Europa Nostra (1969–1970).
È sepolto a Venezia, nella sezione evangelica del cimitero monumentale di San Michele.

## Matrimoni
Nel 1937 sposò Virginia Bell. La coppia divorziò nel 1960. Nel 1962 sposò Frances Molyneux, figlia di John Molyneux.